# Harry Parker
Harry Parker (Christchurch, 6 de maig de 1873 − Balgowlah, Sydney, 14 de maig de 1961) fou un tennista professional neozelandès.

## Torneigs del Grand Slam

### Individual: 2 (0−2)
| Resultat  | Núm. | Any  | Campionat                      | Oponents     | Marcador           |
| --------- | ---- | ---- | ------------------------------ | ------------ | ------------------ |
| Finalista | 1.   | 1907 | Australasian Championships     | Horace Rice  | 3−6, 4−6, 4−6      |
| Finalista | 2.   | 1913 | Australasian Championships (2) | Ernie Parker | 6−2, 1−6, 3−6, 2−6 |

### Dobles masculins: 4 (1−3)
| Resultat  | Núm. | Any  | Campionat                      | Parella       | Oponents                          | Marcador           |
| --------- | ---- | ---- | ------------------------------ | ------------- | --------------------------------- | ------------------ |
| Finalista | 1.   | 1906 | Australasian Championships     | Cecil C. Cox  | Rodney Heath Anthony Wilding      | 2−6, 4−6, 2−6      |
| Guanyador | 1.   | 1907 | Australasian Championships     | Bill Gregg    | Horace Rice Gordon Wright         | 6−2, 3−6, 6−2, 6−2 |
| Finalista | 2.   | 1909 | Wimbledon                      | Stanley Doust | Arthur Gore Herbert Roper-Barrett | 2−6, 1−6, 4−6      |
| Finalista | 3.   | 1913 | Australasian Championships (2) | Ray Taylor    | Ernie Parker Alf Hedeman          | 6−8, 6−4, 4−6, 4−6 |